# Estigmene truncata
Estigmene truncata är en fjärilsart som beskrevs av Walker 1856. Estigmene truncata ingår i släktet Estigmene och familjen björnspinnare. Inga underarter finns listade i Catalogue of Life.